# Frans Jozef-kruis
Het Frans Jozef-kruis (Duits: Franz-Joseph-Kreuz) was een onderscheiding van de Dubbelmonarchie Oostenrijk-Hongarije.

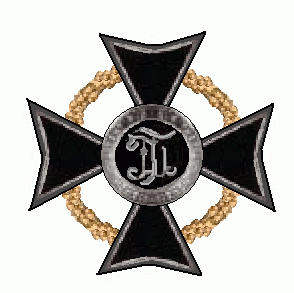
Kruis

Het instellen van dit kruis, men rekent deze onderscheiding tot de ridderorden, en het ontwerp, werd door keizer Frans Jozef I van Oostenrijk goedgekeurd maar het decreet waarin de regering het Frans Jozef-kruis instelde werd pas na de dood van de oude keizer aan diens achterneef en opvolger keizer Karel I van Oostenrijk voorgelegd. Het decreet is op 28 november 1916 gedateerd.
Het kruis was bestemd voor de leden van de persoonlijke staf van de keizer en koning en kon, als dank voor hun voortreffelijke trouw tijdens hun dienst in de oorlogsjaren na 1914, worden uitgereikt. Het decreet spreekt van de in onmiddellijke nabijheid van de keizer werkzame en de aan de Militaire Kanselarij verbonden generaals, officieren en militaire beambten die "die Ehre und der Vorzug zuteil was, in der schweren Zeit diese Krieges in der Nähe Allerhöchsteiner Person Dienst zu tun". De op 21 november 1916 gestorven keizer en koning heeft de lijst met de 26 dragers zelf nog goedgekeurd.

## Dragers

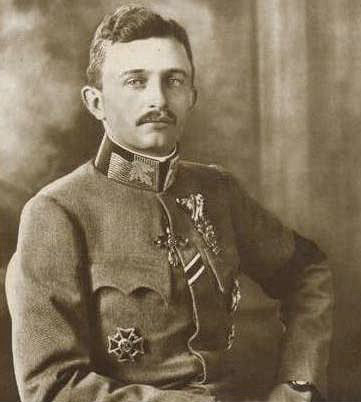
Op deze foto draagt keizer Karel I van Oostenrijk het Frans Jozef-kruis op de rechterborst.

- Erster Obersthofmeister Alfred von Montenuovo
- generaal-adjudant generaal-kolonel Graf Paar
- generaal-adjudant generaal-kolonel Artur Freiherr v. Bolfras
- veldmaarschalk-luitenant Ferdinand Ritter v. Marterer
- generaal-majoor Albert Ritter v. Margutti
- kolonel Adalbert Spanyik v. Dömeháza
- kolonel Heinrich Graf Hoyos
- kolonel Graf v. Gutenstein
- kolonel Freiherr v. Stichsenstein
- kolonel Bela Kary v. Gyergyö-Szentmiklos van de Generale Staf
- kolonel Ludwig Walluschek v. Wallfeld
- fregattenkapitein Karl Ritter v. Polzer
- luitenant-kolonel Waldemar Vogt van de Generals Staf
- luitenant-kolonel Maximilian Freiherr v. Catinelli
- kapitein Karl Ottrubay van de Generale Staf
- ritmeester Nikolaus Freiherr v. Ditfurth
- hofraad Emil Lana
- hofraad Heinrich Smirnitz
- hofsecretaris Moritz Edler v. Römer
- regeringsraad Ferdinand Grollman
- regeringsraad Karl Fischer
- regeringsraad Rudolf Meixner
- secretaris Franz Klenowsky
- secretaris Franz Freiherer v. Neff-Zern
- secretaris Alexander Beszedes
- secretaris Karl Grafius

## Het kruis
Het Frans Jozef-kruis is een zwartgemaakt ijzeren Kruis van Malta op een zilveren achtergrond. Het kruis is op een gouden lauwerkrans gelegd en draagt in het midden een medaillon met de initialen van Frans Jozef F J I (Franz Joseph Imperator). Op de ring staat de tekst MILITANTIBVS A LATERE MEO und MCMXIV – MCMXVI.
Men droeg het kruis op de rechterborst als Steckkreuz.
In de strikte hiërarchie van de Oostenrijkse orden en onderscheidingen volgde het Frans-Jozef-Kruis op de zelden uitgereikte Grote Medaille voor Militaire Verdienste, het beroemde "Signum Laudis" en kwam het vóór het Militaire Kruis van Verdienste IIIe Klasse.